# Petunia ogrodowa

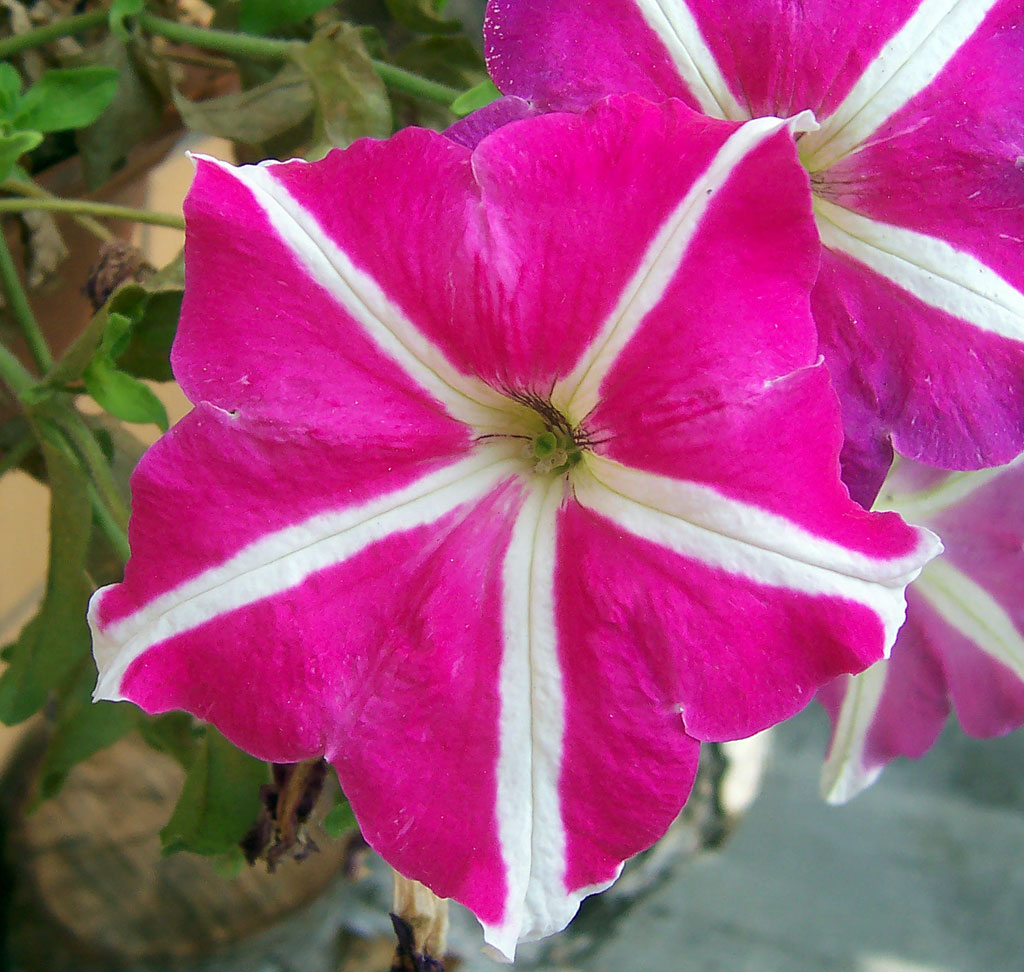

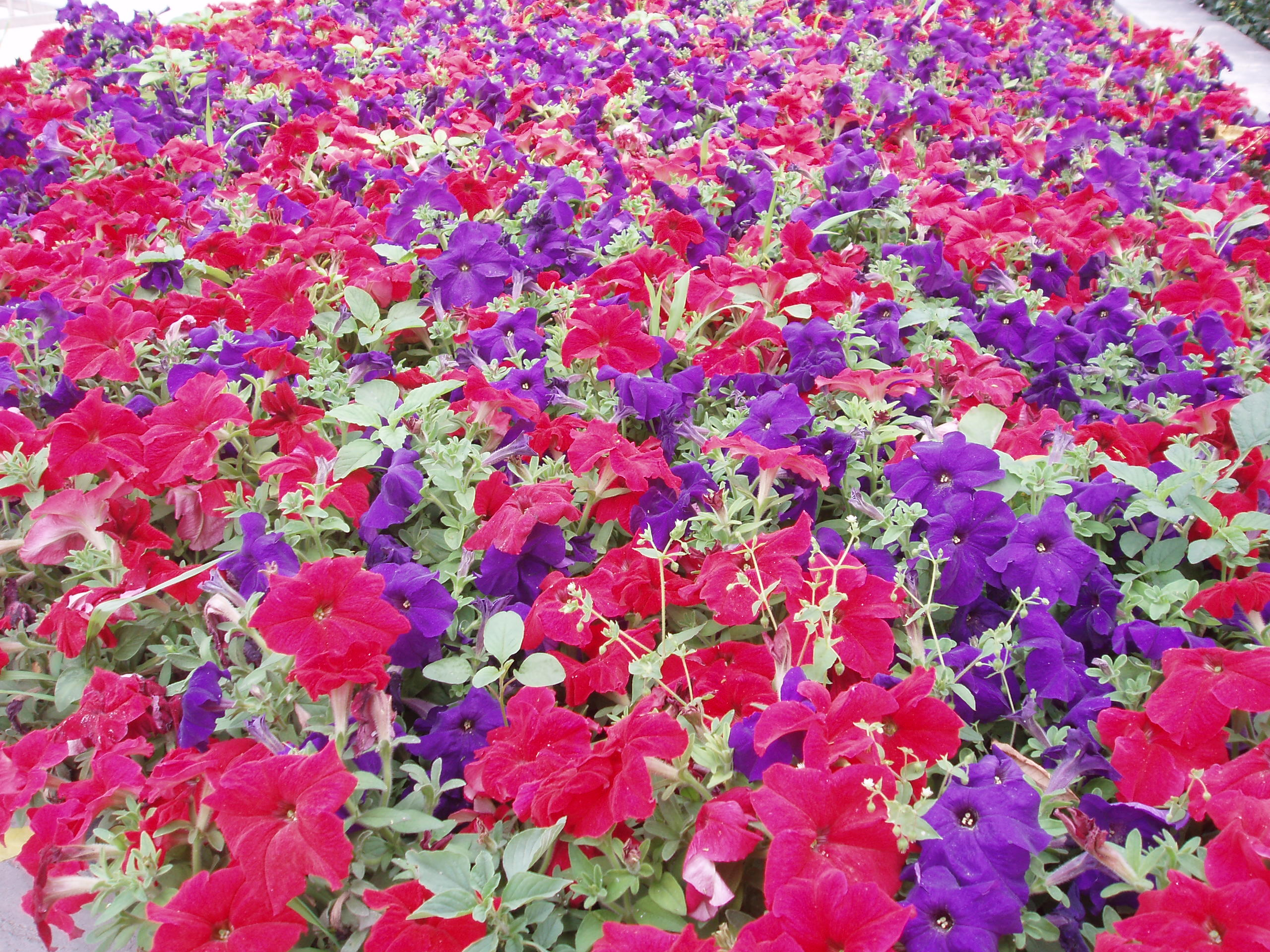

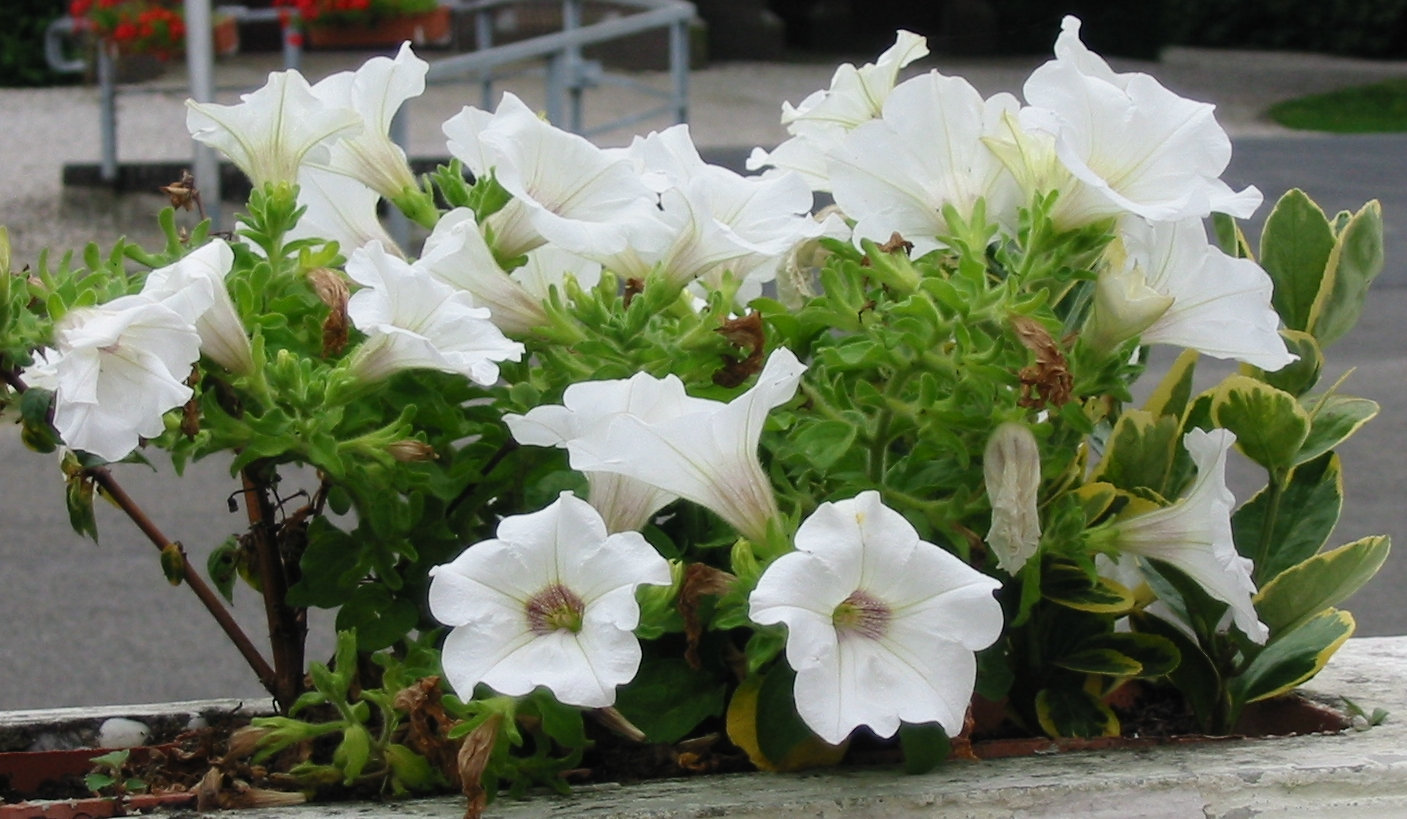

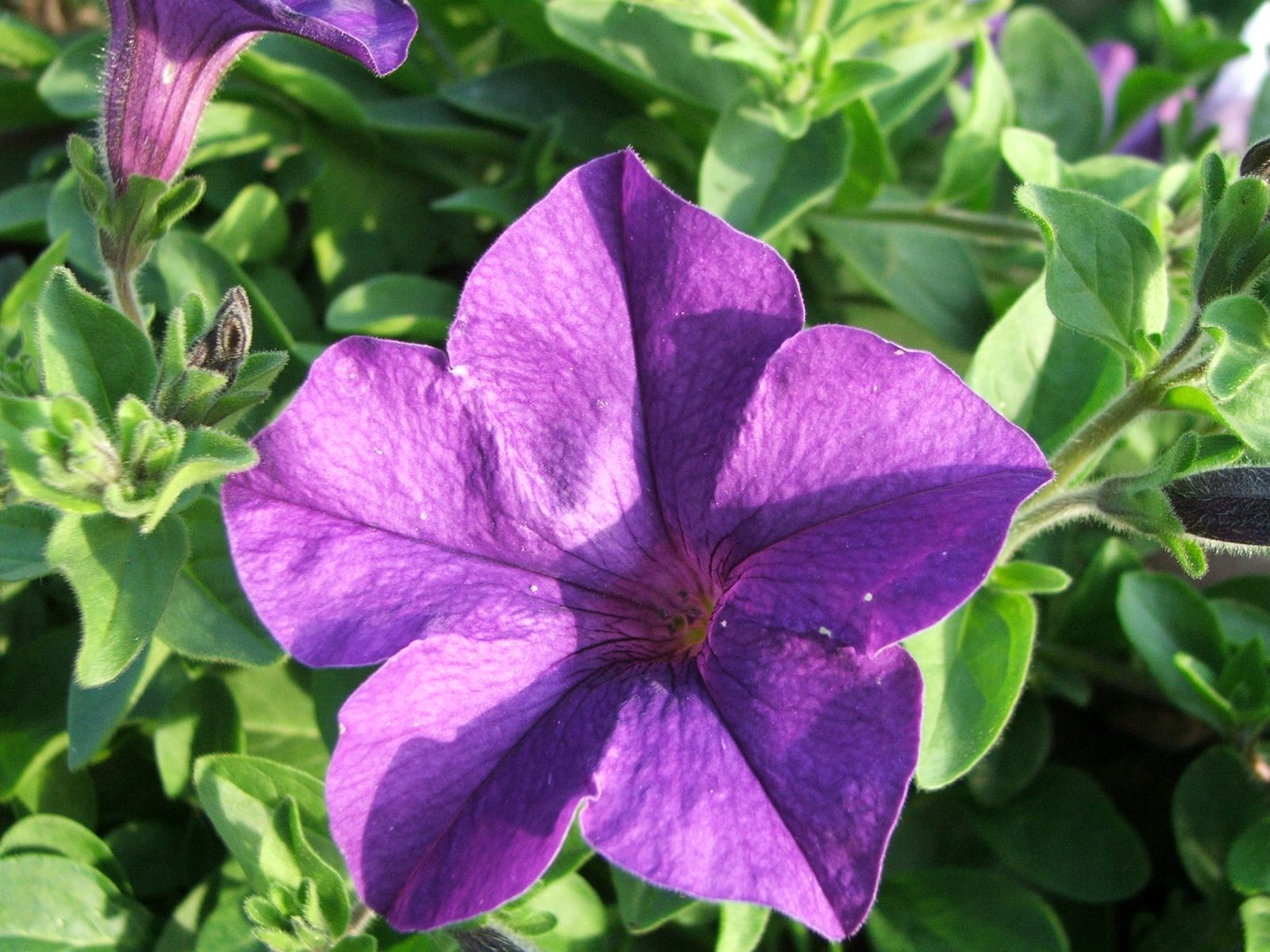

Petunia ogrodowa, p. zwyczajna (Petunia × atkinsiana) – mieszaniec powstały ze skrzyżowania dwóch gatunków petunii: P. axillaris Jass. i P. violacea Lindl. Jej dzicy przodkowie pochodzą z Ameryki Południowej. Jest pospolicie uprawiana w licznych krajach na całym świecie jako roślina ozdobna. Odmiany o zwisających pędach, uprawiane zwykle w doniczkach i skrzynkach określa się nazwą surfinii.

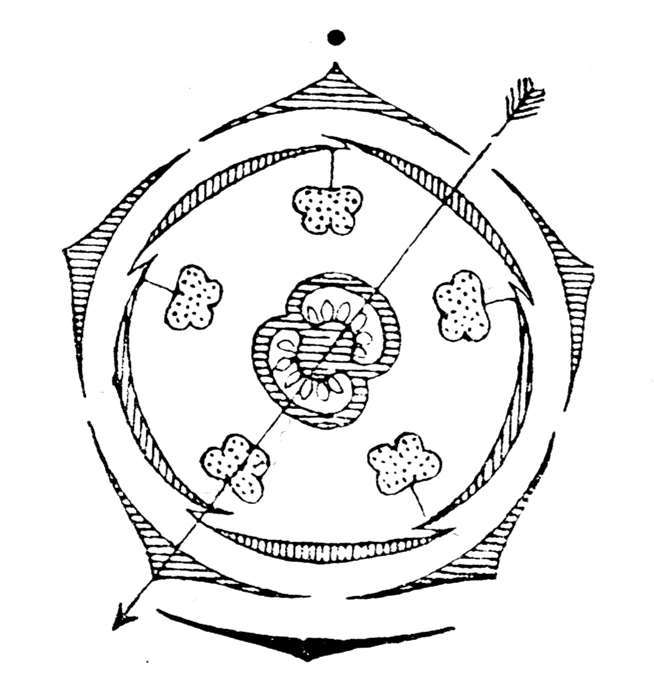
Narys kwiatowy

## Morfologia
PokrójRoślina o pokładających się, podnoszących lub zwisających pędach. Cała jest lepko owłosiona i wydziela charakterystyczny zapach.
ŁodygaRozgałęziona, zwisająca, szorstko i lepko owłosiona. U niektórych odmian osiąga długość do 2 m.
LiścieUlistnienie nakrzyżległe, liście podłużnie jajowate, lub owalnie jajowate.
KwiatyKielich o działkach lancetowatych, wolnych i również lepko owłosionych. Korona kwiatu kielichowata, szeroko rozwarta, do połowy rozcięta na 5 sfałdowanych łatek, wewnątrz niej 5 pręcików i 1 słupek. U różnych odmian barwa kwiatów jest ogromnie zróżnicowana; od białej poprzez różową, czerwoną i purpurową do fioletowej. Występują także odmiany dwubarwne. Kwiaty zapylane są przez motyle nocne z rodziny zawisakowatych.
OwocTorebka zawierająca liczne i drobne, kuliste, jasnobrązowe nasiona.

## Zastosowanie
Roślina ozdobna. Jest w Polsce pospolicie uprawiana w przydomowych ogródkach na rabatach. Odmiany z grupy surfinii są uprawiane jako rośliny doniczkowe do ozdabiania balkonów, werand, altan, parapetów okiennych, pergoli, a także wewnątrz mieszkań. Ogromną zaletą petunii jest fakt, że obficie kwitnie i jest odporna na niesprzyjające warunki atmosferyczne: nawet po ulewnym deszczu jej kwiaty szybko się podnoszą. Okres kwitnienia ma bardzo długi – od maja do pierwszych jesiennych przymrozków. 
- Sadzonki: w amatorskiej uprawie rozmnażanie jest trudne, zwykle kupuje się gotowe sadzonki, wyhodowane przez ogrodników pod osłonami.
- Podłoże: odmiany ogrodowe nie mają specjalnych wymagań co do gleby, surfinie wymagają żyznej, próchnicznej i przepuszczalnej ziemi o odczynie lekko kwaśnym (pH 5,5–6,5).
- Światło: wymaga bardzo dużej ilości światła, gdyż wtedy bardzo szybko zakwita – przy jego niedoborze kwitnienie może się opóźnić nawet o cztery tygodnie.
- Podlewanie: wymaga obfitego podlewania. Odmiany z grupy surfinii w zależności od pogody podlewać należy co kilka dni lub codziennie, a w czasie upałów – nawet dwukrotnie w ciągu dnia. Odmiany uprawiane w glebie w ogródku nie wymagają tak częstego podlewania.
- Nawożenie: wymaga obfitego, częstego nawożenia rozcieńczonymi nawozami wieloskładnikowymi[6].
- Rozmnażanie: nasiona wysiewa się do skrzynek pod koniec stycznia w szklarni do próchnicznej ziemi z domieszką torfu i piasku. Podłoże musi być wcześniej odkażone, sadzonki są bowiem bardzo wrażliwe na choroby grzybowe. Temperatura podczas kiełkowania powinna wynosić 20–22 °C, po wykiełkowaniu 15–18 °C. Gdy siewki mają 2–3 liście, pikuje się je do małych doniczek. Sadzonki należy nawozić co 10 dni rozcieńczonymi nawozami wieloskładnikowymi, a przed wysadzeniem do ogródka hartować[7].

## Kultywary
Ogrodnicy wyhodowali bardzo wiele ozdobnych kultywarów. Według klasyfikacji Langvada odmiany petunii dzieli się na następujące grupy:
- 1. Petunia ×hybrida pendula – mają pędy o długości powyżej 80 cm
  - a) 'vulgaris' – kwiaty o średnicy do 7 cm
  - b) 'grandiflora' – kwiaty o średnicy 7–11 cm
  - c) 'vulgaris plena' – odmiany o pełnych kwiatach
  - d) 'grandiflora plena' – kwiaty duże i pełne
  - e) 'grandiflora fimbriata' – kwiaty duże o fryzowanych brzegach płatków
  - f) 'grandiflora plena fimbriata' – kwiaty duże, o kwiatach pełnych z fryzowanymi brzegami
  - g) 'superbissima' – kwiaty o średnicy powyżej 7 cm, Są to odmiany tetraploidalne
  - h) 'superbissima plena' – kwiaty pełne, bardzo duże
  - i) 'superbissima plena fimbriata' – kwiaty bardzo duże, pełne z fryzowanymi brzegami.
- 2. Petunia ×hybrida media – mają pędy o długości od 40 do 80 cm
  - podgrupy 1-10, mające kwiaty jak P. x hybrida pendula
  - 'compacta' – o silnie rozgałęzionych pędach i kwiatach jak u P. x hybrida pendula
- 3. Petunia ×hybrida nana – o krótkich pędach (długość poniżej 40 cm)